# Robert Döpel
Georg Robert Döpel (né le 3 décembre 1895 à Neustadt et mort le 2 décembre 1982 à Ilmenau) est un chercheur en physique nucléaire allemand. 

## Biographie
Il était l'époux de la féministe et avocate Klara Döpel (1900–1945).